# Artziniega
Artziniega – gmina w Hiszpanii, w prowincji Araba, w Kraju Basków, o powierzchni 27,45 km². W 2011 roku gmina liczyła 1861 mieszkańców.